# Bergelmir
Bergelmir è un personaggio della mitologia norrena, figlio di Þrúðgelmir, il gigante nato dai piedi di Ymir.
Apparteneva alla razza degli Hrímþursar, i giganti di brina, e fu l'unico a sopravvivere quando i figli di Borr (Odino, Víli e Vé) uccisero suo nonno Ymir e con il suo copioso sangue annegarono tutta la razza dei giganti di brina da esso generata. Si narra che Bergelmir sia riuscito a salvarsi, insieme a sua moglie Nal, con un tronco cavo usato in maniera simile ad una canoa.
Di conseguenza, è colui dal quale discendono tutti gli altri giganti di brina.
Così nel Gylfaginning:
(Snorri Sturluson - Edda in prosa - Gylfaginning VII)